# A Mars holdjai

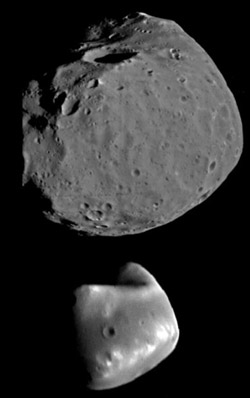
A Phobos (fent) és a Deimos (lent)

A Curiosity űrszonda felvételén a Phobos elhalad a Deimos előtt – (video-gif, 2013. augusztus 1.)

A Mars bolygónak két kis holdja van, a Phobos (félelem) és a Deimos (rettegés). Valószínűleg mindkettő a Mars tömegvonzása által befogott aszteroida.

## A Mars két holdja
A Mars két holdját Asaph Hall amerikai csillagász fedezte fel 1877-ben. Mindkét hold kevéssé fényes és a bolygó felszínének közelében kering, ezért csak nagy távcsövekkel lehet megfigyelni őket. A holdak nem a Marsból szakadtak ki, nem is egy nagyobb hold széthullásával keletkeztek, mivel ebben az esetben a sűrűségük a bazaltéhoz hasonló lenne (2,9 g/cm³). A Phobos és a Deimos vagy a bolygó maradék anyagából képződött, vagy, ami valószínűbb, a Mars magához vonzotta őket.

## Jellemzőik

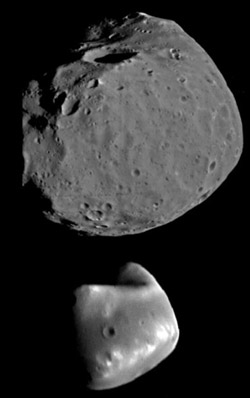
A méretek összehasonlítása: a Phobos fent, a Deimos lent (2005)

A Mars egyenlítőjének közeléből megfigyelve a Phobos nagyjából egyharmad akkorának látszik, mint a Hold a Földről nézve. Látszó átmérője 8' (Phobos) és 12' (Deimos)
A Deimos inkább fényes csillagnak látszik, kissé nagyobbnak is, mint a Vénusz látszik a Földről, látszó átmérője 2'. (összehasonlításképpen: a Nap átmérője a Marsról nézve 21').
Teljes napfogyatkozást nem okoznak a holdak, mivel túl kicsik hozzá, hogy eltakarják a Napot. A Phobos holdfogyatkozása azonban gyakori jelenség: majdnem minden este megtörténik.
A Phobos és a Deimos látszólagos mozgása nagyban különbözik a Holdétól. A Phobos nyugaton kel és keleten nyugszik, majd 11 óra múlva újból felkel. A Deimos kissé a szinkronpályán kívül kering, keleten kel és nagyon lassan mozog nyugati irányban, ahol csak 2,7 nap múlva nyugszik le 30 órás keringése során.
Mindkét hold gravitációsan kötött módon kering, mindig ugyanazt az oldalukat fordítják a Mars felszíne felé. Mivel a Phobos gyorsabban halad, mint a Mars forgása, ezért az árapályerők folyamatosan csökkentik a keringési magasságát. A távoli jövőben, amikor a Phobos eléri a Roche-határt, a holdat szétmorzsolják ezek az erők.
A Mars felszínén, az egyenlítőtől távolabb látható egyes kisebb kráterek azt jelzik, hogy a Marsnak a múltban több ilyen, túl közel keringő, kis holdja lehetett, amiket már elért a végzet és darabjaik lezuhantak a bolygó felszínére.
A Deimos azonban olyan távolságban van a Marstól, hogy pályájának sugara egyre növekszik, hasonlóképpen a mi Holdunkhoz.

## Sejtések
1727-ben a tudománytörténetben nem szokatlan megsejtés előzte meg Asaph Hall 150 évvel későbbi  felfedezését. Jonathan Swift a Gulliver utazásaiban, az Utazás Laputába című fejezetben így ír: 
„Legutóbb a Mars körül két apró mellékbolygót fedeztek fel, a belső csillag a főbolygó középpontjától három, a külső viszont öt átmérőnyi távolságra futja ellipszisét, az első tíz, a második huszonegy és fél óra alatt végez pályájával…”
Voltaire 1750-ben megjelent Micromégas című elbeszélésében egy földönkívüli látogatóról ír, aki a Mars két holdjáról beszél. Voltaire-re valószínűleg Swift volt hatással. A két gondolkodó tiszteletére a Deimoson két krátert neveztek el.

## Felfedezésük

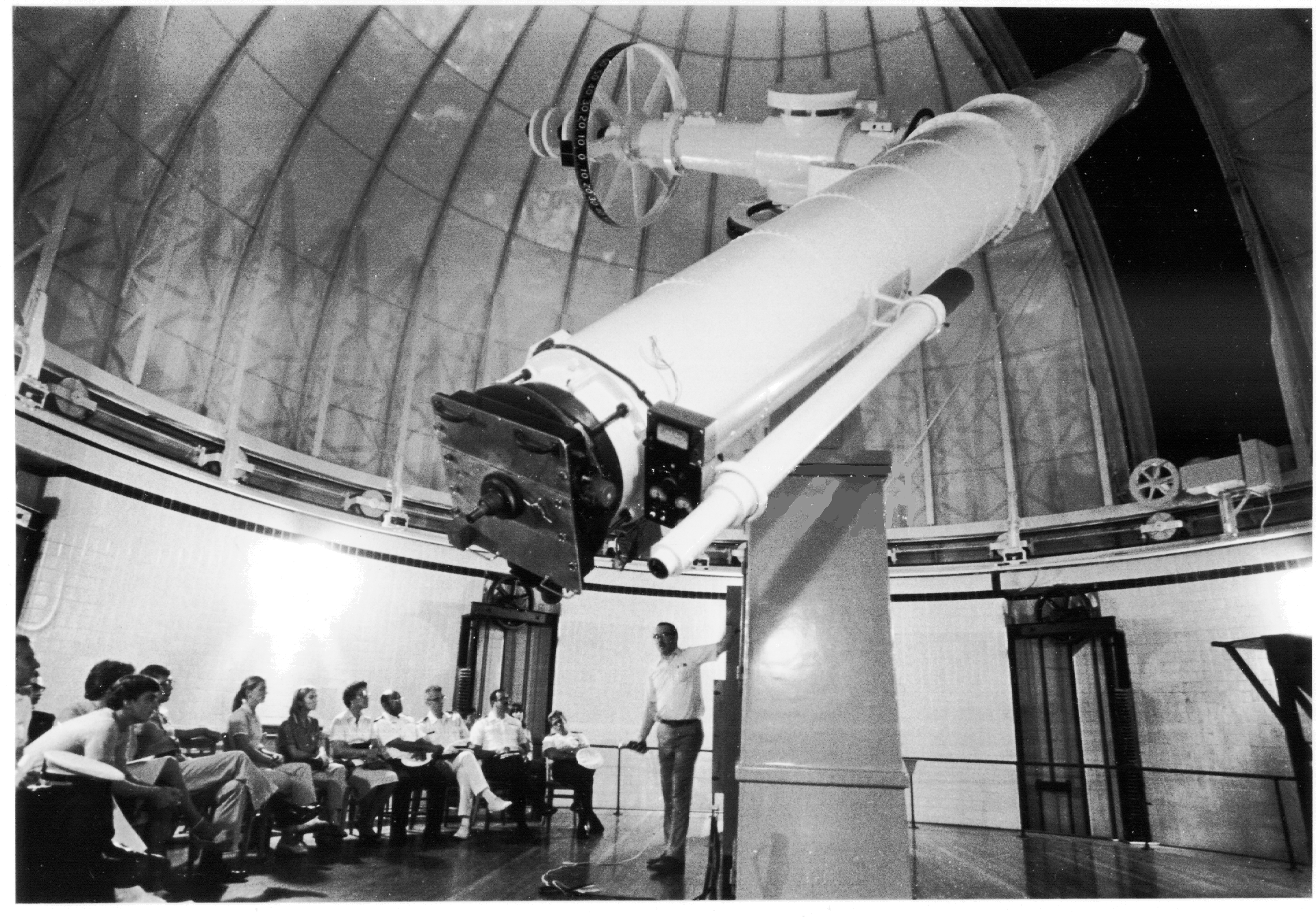
A Mars holdjainak felfedezéséhez használt 66 cm-es lencsés távcső

Asaph Hall a Deimost 1877. augusztus 12-én fedezte fel 07:48 UTC-kor, a Phobost 1877. augusztus 18-án a US Naval Observatory-ban (Washington, D.C.). A korabeli források a felfedezések dátumára és idejére a csillagászati körökben akkoriban megszokott módon augusztus 11. 14:40-et és augusztus 17. 16:06-ot adtak meg Washingtoni középidőben. Asaph Hall szándékosan kereste a holdakat. Augusztus 10-én látott valamit, ami az egyik hold lehetett, de a rossz idő miatt csak később tudta őket azonosítani.

## Áprilisi tréfa
1959-ben Walter Scott Houston kieszelt egy tréfát, amit a Great Plains Observer című újság áprilisi számában tett közzé, miszerint egy bizonyos "Dr. Arthur Hayall (University of the Sierras) jelentése szerint a Mars holdjai mesterséges eredetűek." Dr. Hayall kitalált személy, a University of the Sierras nem létező egyetem volt. A hoax elterjedt az egész világon (pedig akkor még nem volt internet), még egy szovjet tudós, Joszif Sklovszkij is elhitte.